# Isovactis carlgreni
Isovactis carlgreni är en korallart som beskrevs av Eugène Leloup 1942. Isovactis carlgreni ingår i släktet Isovactis och familjen Arachnactidae. Inga underarter finns listade i Catalogue of Life.